# Tarasiwka (obwód lwowski)
Tarasiwka (ukr. Тарасівка; hist. Hermanów) – wieś na Ukrainie w rejonie lwowskim (wcześniej w rejonie pustomyckim) należącym do obwodu lwowskiego.

## Historia
W II Rzeczypospolitej wieś w powiecie lwowskim województwa lwowskiego. 
Po zajęciu wsi przez Armię Czerwoną w 1939 r. miejscowość wcielono do ZSRR. W grudniu 1940 r. zorganizowano we wsi jeniecki obóz pracy przymusowej w folwarku ks. Sapieżanki, i istniał do wybuchu wojny III Rzeszy z ZSRR. Liczba jeńców przetrzymywanych w obozie oscylowała wokół tysiąca osób – mieszkali w stajniach, oborach. Żołnierze pracowali po 12 godzin na dobę przy wyładowywaniu wagonów towarowych, odśnieżaniu torów kolejowych i szosy Lwów–Tarnopol. Za uchylanie się od pracy karano karcerem, który był zalewany wodą. Więzień w nim przetrzymywany otrzymywał tylko sto gramów chleba i trochę ciepłej wody. Wyżywienie w obozie było marne. Z tego powodu jeńcy urządzili w kwietniu 1941 r. głodówkę, wskutek czego jedzenie trochę się polepszyło. Żołnierzy trapiły choroby, m.in. tyfus, kilkunastu z nich zmarło. Mimo skrajnie trudnych warunków życia, jeńcy zorganizowali chór, grali w szachy i warcaby. Obóz ewakuowano na wschód zaraz po agresji III Rzeszy na ZSRR. 
W latach 1944–1945 nacjonaliści ukraińscy z OUN-UPA zamordowali we wsi 24 Polaków.